# .220 Swift

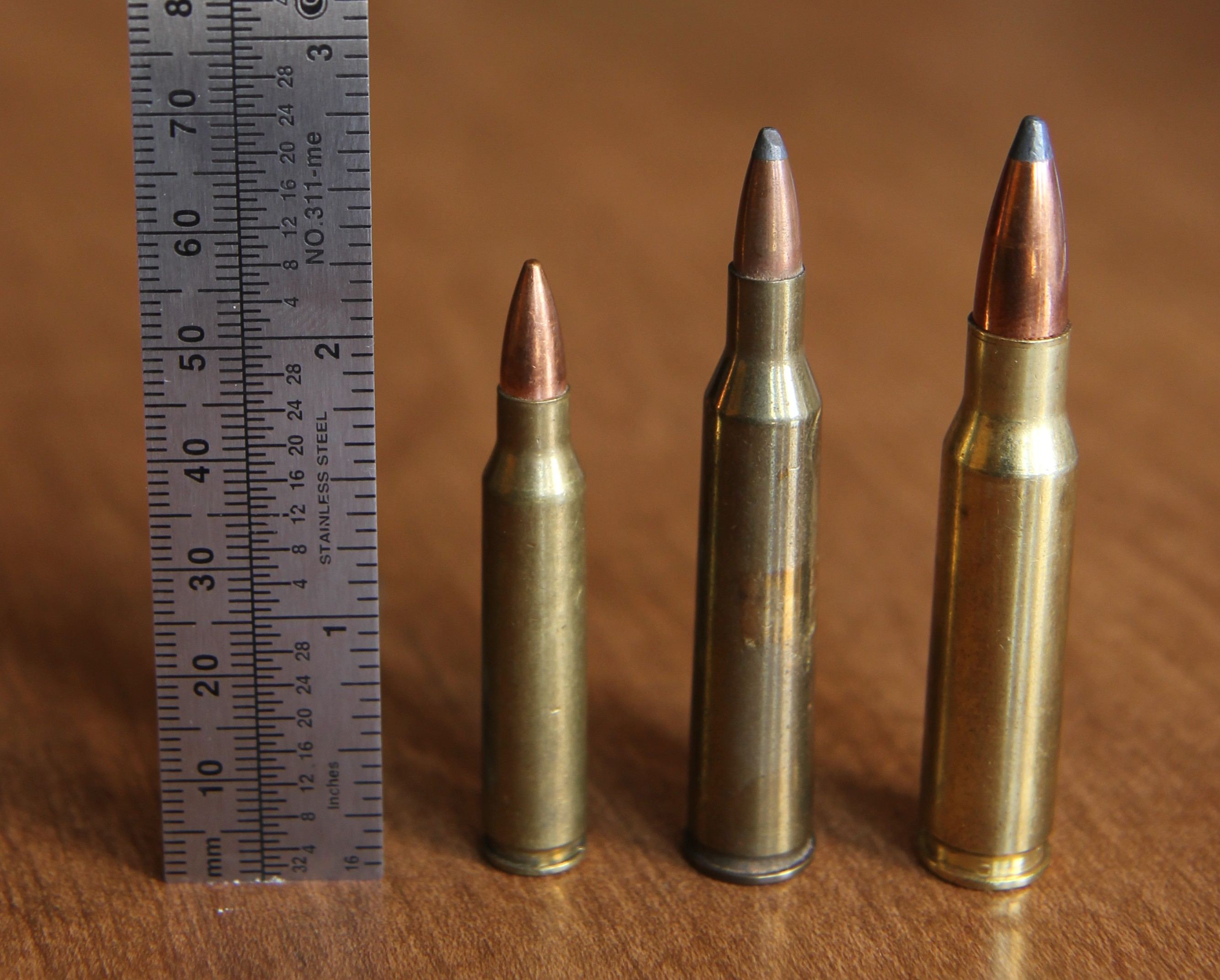
.220 Swift (uprostřed) s .223 Rem (vlevo) a .308 Win (vpravo).

Náboj .220 Swift (ráže 0,22 in = 5,59 mm) vychází z nábojnice .250 Savage, došlo zde ovšem ke stažení krčku na menší průměr střely, než tomu bylo u .250 Savage. Pro náboj .220 Swift byla komorována kulovnice model 54, v roce 1936 pak také model 70. Náboj začala v roce 1935 vyrábět firma Winchester. Projektily vystřelené ze zbraní komorovaných na tento náboj patří mezi jedny z nejrychlejších, ale i nejpřesnějších. Rychlost je dosažena relativně velkým množstvím střelného prachu, vzhledem k relativně nízké hmotnosti projektilu.
Velikou nevýhodou je ovšem vysoká cena náboje i kulovnic na něj komorovaných. Používáním velmi výkonných prachů, které stojí za přesností a rychlostí tohoto náboje, se ve velké míře zkracovala životnost hlavní. Tento nedostatek se ovšem povedlo odstranit po 2. světové válce tím, že se pro výrobu hlavní začaly používat vysoce odolné oceli.